# LARME
『LARME』（ラルム）は、株式会社LARMEが発行する女性向けファッション雑誌。コンセプトは「甘くてかわいい女の子のファッション絵本」。10代後半から20代の女の子をターゲットとして、2012年9月に徳間書店から創刊された。創刊号、002号が即日重版となるなど異例の売り上げを記録したが、2020年3月の045号をもって休刊。同年9月に株式会社LARMEから復刊した。初代編集長及び、現編集長は中郡暖菜。

## 歴史
初代編集長の中郡暖菜は、大学生の頃から5年間、インフォレスト社の編集者として過ごし、『小悪魔ageha』の編集長・中條寿子の元で働いていた。当時は後のLARMEに通じるような絵本っぽいストーリー性のある企画を作っていたという。母親に病気が見つかったことをきっかけに、自分の作った雑誌を見てもらいたいという思いが芽生え、新たな雑誌を立ち上げることを決意。編集長にも背中を押されとんとん拍子で創刊が決まったものの、編集長の退社によりその話が流れてしまう。本来であれば、2012年3月に『小悪魔ageha』の姉妹雑誌として『LARME』という雑誌が出る予定だった。気持ちが前に進んでいた中郡は、他の可能性を探るためすぐにインフォレスト社を退社した。
退社後、中郡は徳間書店に企画書を持ち込んで採用され、26歳で同社史上最年少の編集長となる。初めは季刊誌としてのスタートだった。当時について、中郡は次のように述べている。
002号までは編集部員が他にいなかったため、モデル探しからリースの依頼まで全てひとりで行っていた。インフォレスト社が円満退社ではなかったことから、縁のあった事務所やカメラマンに声をかけることができず、一から開拓した。
創刊号（001号）、002号が即日重版、003号が10万部、004号が15万部と好評な売れ行きを見せ、2013年5月17日発売の004号から隔月刊（奇数月）になることが決定。スタッフも１年で10人ほどに増えた。
2016年9月17日発売の024号（2016年11月号）を最後に、中郡が編集長を退任、徳間書店を退社。その理由について、中郡は後に次のように語っている。
中郡退任後、３人が編集長を務めたが、2020年3月17日に発売の045号（2020年5月号）をもって休刊。2020年6月5日、徳間書店公式サイトにて、株式会社LARME（代表取締役社長：中郡暖菜）に雑誌『LARME』の事業を譲渡したことが発表された。『LARME』の休刊は2020年1月に決定しており、その際に編集部から中郡宛に連絡があったという。「中郡さんが運営や製作をするなら出資する」といった周囲の声に後押しされ、中郡は2020年3月に株式会社LARMEを設立、徳間書店から事業を譲り受けた。
2020年9月17日発売の046号（2020年秋号）から季刊誌として復刊。復刊号となった046号は、前号の3倍以上の売り上げを記録し、完売した。最新号は2025年3月に発売された064号。

## 特色
「甘くてかわいい女の子のファッション絵本」をコンセプトとし、作り込んだ甘めの世界観を特徴とする。『LARME』という名前はフランス語で「涙」の意。LARMEが涙の代わりとなって女の子を癒やせる存在になれたら、という思いが込められている。
2014年のインタビューで中郡は、「コーディネートで大切にしているのは『少女感』。セクシーや格好いいではなく、小さな女の子がおめかししているようなイメージ」と語っている。『LARME』では、異性の目を気にしたモテよりも、自分たちの世界を重視しており、誌面上にも男性モデルは殆ど登場しない。
また、「雑誌というより、写真集や本みたい」と口にする読者もいるほど、写真や紙にもこだわっている。あえてフィルムで撮影したり、ざらついて見える加工を施したりしているという。飾っておきたくなる本を目指しており、人物を小さくレイアウトすることもある。
復刊後もターゲット層は変わらず10代から20代の女の子とする一方、トレンドを取り入れたスタイルを提案していくとしている。2020年のインタビューで中郡は、復刊にあたってこれまでの世界観を壊さなければならないと最初に決めた、と語っている。その理由として「休刊という道を選ばねばいけなくなるほど、世の中から求められているものとの乖離があったということ」をあげている。

## モデル
創刊号（001号）の表紙は渡辺麻友（AKB48）と白石麻衣（乃木坂46）が務めた。当時としては珍しかった女性アイドルのレギュラーモデル起用を積極的に行っており、『LARME』をきっかけに活躍の幅を広げる事例も見られた。
中郡は2013年のインタビューでモデルの選出基準について尋ねられた際、共通するのは”甘くてかわいい”雰囲気で、「個人的に目が大きい子が好きなので、そういう子が多いかもしれませんね」と述べている。2017年のインタビューでは、「5年前に当時の女の子の『なりたい』と思う人物像を考えた時に、『アイドル』と『ハーフ』と『ギャル』だと思って。その3つの要素を全部入れようと決めたんです」と述べ、それら3つを全て同じバランスにしたかったと語る。また、それらに共通するのは”媚びない”姿勢だと分析している。アイドル以外のモデルもお人形のような女の子が多く、他のファッション誌と比べて笑顔が少ないことが特徴である。
復刊号である046号の表紙をインフルエンサーのなえなのが飾り、一部で反発を生んだ。なえなのの起用について中郡は次のように述べている。

### 歴代表紙モデル一覧
| 番号 | 発売日         | 号           | 名前            | よみ                          | 備考                                                           |
| ---- | -------------- | ------------ | --------------- | ----------------------------- | -------------------------------------------------------------- |
| 001  | 2012年9月14日  |              | 渡辺麻友        | わたなべ まゆ                 | AKB48の元メンバー（3期生）                                     |
| 001  | 2012年9月14日  | 白石麻衣     | しらいし まい   | 乃木坂46の元メンバー（1期生） |                                                                |
| 002  | 2012年12月17日 |              | 小嶋陽菜        | こじま はるな                 | AKB48の元メンバー（1期生）                                     |
| 003  | 2013年3月16日  |              | 菅野結以        | かんの ゆい                   |                                                                |
| 003  | 2013年3月16日  | 白石麻衣     | しらいし まい   | 乃木坂46の元メンバー（1期生） |                                                                |
| 004  | 2013年5月17日  |              | 渡辺美優紀      | わたなべ みゆき               | NMB48の元メンバー（1期生）                                     |
| 004  | 2013年5月17日  | 島崎遥香     | しまざき はるか | AKB48の元メンバー（9期生）    |                                                                |
| 005  | 2013年7月17日  |              | 瑛茉ジャスミン  | えま じゃすみん               |                                                                |
| 005  | 2013年7月17日  | 逢沢りな     | あいざわ りな   |                               |                                                                |
| 005  | 2013年7月17日  | 黒瀧まりあ   | くろたき まりあ |                               |                                                                |
| 006  | 2013年9月17日  | 2013年11月号 | 白石麻衣        | しらいし まい                 | 乃木坂46の元メンバー（1期生）                                  |
| 007  | 2013年11月16日 | 2014年1月号  | 菅野結以        | かんの ゆい                   |                                                                |
| 008  | 2014年1月17日  | 2014年3月号  | 黒瀧まりあ      | くろたき まりあ               |                                                                |
| 008  | 2014年1月17日  | 2014年3月号  | AMO             | あも                          |                                                                |
| 009  | 2014年3月17日  | 2014年5月号  | 逢沢りな        | あいざわ りな                 |                                                                |
| 010  | 2014年5月17日  | 2014年7月号  | 中村里砂        | なかむら りさ                 |                                                                |
| 010  | 2014年5月17日  | 2014年7月号  | 菅野結以        | かんの ゆい                   |                                                                |
| 011  | 2014年7月17日  | 2014年9月号  | AMO             | あも                          |                                                                |
| 012  | 2014年9月17日  | 2014年11月号 | 白石麻衣        | しらいし まい                 | 乃木坂46の元メンバー（1期生）                                  |
| 012  | 2014年9月17日  | 2014年11月号 | 中村里砂        | なかむら りさ                 |                                                                |
| 013  | 2014年11月17日 | 2015年1月号  | 中村里砂        | なかむら りさ                 |                                                                |
| 014  | 2015年1月17日  | 2015年3月号  | 白石麻衣        | しらいし まい                 | 乃木坂46の元メンバー（1期生）                                  |
| 015  | 2015年3月17日  | 2015年5月号  | 渡辺美優紀      | わたなべ みゆき               | NMB48の元メンバー（1期生）                                     |
| 015  | 2015年3月17日  | 2015年5月号  | 中村里砂        | なかむら りさ                 |                                                                |
| 016  | 2015年5月16日  | 2015年7月号  | 中村里砂        | なかむら りさ                 |                                                                |
| 017  | 2015年7月17日  | 2015年9月号  | 白石麻衣        | しらいし まい                 | 乃木坂46の元メンバー（1期生）                                  |
| 018  | 2015年9月17日  | 2015年11月号 | 逢沢りな        | あいざわ りな                 |                                                                |
| 018  | 2015年9月17日  | 2015年11月号 | 菅野結以        | かんの ゆい                   |                                                                |
| 019  | 2015年11月17日 | 2016年1月号  | 西もなか        | にし もなか                   |                                                                |
| 019  | 2015年11月17日 | 2016年1月号  | 中村里砂        | なかむら りさ                 |                                                                |
| 020  | 2016年1月16日  | 2016年3月号  | 渡辺美優紀      | わたなべ みゆき               | NMB48の元メンバー（1期生）                                     |
| 021  | 2016年3月17日  | 2016年5月号  | 白石麻衣        | しらいし まい                 | 乃木坂46の元メンバー（1期生）                                  |
| 022  | 2016年5月17日  | 2016年7月号  | 白石麻衣        | しらいし まい                 | 乃木坂46の元メンバー（1期生）                                  |
| 023  | 2016年7月16日  | 2016年9月号  | 齋藤飛鳥        | さいとう あすか               | 乃木坂46の元メンバー（1期生）                                  |
| 024  | 2016年9月17日  | 2016年11月号 | 中村里砂        | なかむら りさ                 |                                                                |
| 025  | 2016年11月17日 | 2017年1月号  | 齋藤飛鳥        | さいとう あすか               | 乃木坂46の元メンバー（1期生）                                  |
| 025  | 2016年11月17日 | 2017年1月号  | 白石麻衣        | しらいし まい                 | 乃木坂46の元メンバー（1期生）                                  |
| 026  | 2017年1月17日  | 2017年3月号  | 黒瀧まりあ      | くろたき まりあ               |                                                                |
| 027  | 2017年3月17日  | 2017年5月号  | 中村里砂        | なかむら りさ                 |                                                                |
| 028  | 2017年5月17日  | 2017年7月号  | 白石麻衣        | しらいし まい                 | 乃木坂46の元メンバー（1期生）                                  |
| 029  | 2017年7月15日  | 2017年9月号  | 吉木千沙都      | よしき ちさと                 |                                                                |
| 030  | 2017年9月16日  | 2017年11月号 | 白石麻衣        | しらいし まい                 | 乃木坂46の元メンバー（1期生）                                  |
| 031  | 2017年11月17日 | 2018年1月号  | 渡辺梨加        | わたなべ りか                 | 櫻坂46（当時は欅坂46）の元メンバー（1期生）                    |
| 032  | 2018年1月17日  | 2018年3月号  | 中村里砂        | なかむら りさ                 |                                                                |
| 033  | 2018年3月17日  | 2018年5月号  | 白石麻衣        | しらいし まい                 | 乃木坂46の元メンバー（1期生）                                  |
| 034  | 2018年5月17日  | 2018年7月号  | 白石麻衣        | しらいし まい                 | 乃木坂46の元メンバー（1期生）                                  |
| 035  | 2018年7月17日  | 2018年9月号  | 吉木千沙都      | よしき ちさと                 |                                                                |
| 036  | 2018年9月15日  | 2018年11月号 | 吉木千沙都      | よしき ちさと                 |                                                                |
| 036  | 2018年9月15日  | 2018年11月号 | 中村里砂        | なかむら りさ                 |                                                                |
| 037  | 2018年11月16日 | 2019年1月号  | 渡辺梨加        | わたなべ りか                 | 櫻坂46（当時は欅坂46）の元メンバー（1期生）                    |
| 038  | 2019年1月17日  | 2019年3月号  | 齋藤飛鳥        | さいとう あすか               | 乃木坂46の元メンバー（1期生）                                  |
| 039  | 2019年3月15日  | 2019年5月号  | 吉田朱里        | よしだ あかり                 | NMB48の元メンバー（1期生）                                     |
| 040  | 2019年5月17日  | 2019年7月号  | 白石麻衣        | しらいし まい                 | 乃木坂46の元メンバー（1期生）                                  |
| 041  | 2019年7月17日  | 2019年9月号  | 山本舞香        | やまもと まいか               |                                                                |
| 042  | 2019年9月17日  | 2019年11月号 | 佐藤ノア        | さとう のあ                   |                                                                |
| 042  | 2019年9月17日  | 2019年11月号 | 吉木千沙都      | よしき ちさと                 |                                                                |
| 042  | 2019年9月17日  | 2019年11月号 | 中村里砂        | なかむら りさ                 |                                                                |
| 043  | 2019年11月15日 | 2020年1月号  | 中村里砂        | なかむら りさ                 |                                                                |
| 044  | 2020年1月17日  | 2020年3月号  | 黒瀧まりあ      | くろたき まりあ               |                                                                |
| 044  | 2020年1月17日  | 2020年3月号  | 中村里砂        | なかむら りさ                 |                                                                |
| 044  | 2020年1月17日  | 2020年3月号  | 吉木千沙都      | よしき ちさと                 |                                                                |
| 044  | 2020年1月17日  | 2020年3月号  | 山本舞香        | やまもと まいか               |                                                                |
| 045  | 2020年3月17日  | 2020年5月号  | 吉木千沙都      | よしき ちさと                 |                                                                |
| 045  | 2020年3月17日  | 2020年5月号  | 中村里砂        | なかむら りさ                 |                                                                |
| 045  | 2020年3月17日  | 2020年5月号  | 山本舞香        | やまもと まいか               |                                                                |
| 046  | 2020年9月17日  | 2020年秋号   | なえなの        | なえなの                      |                                                                |
| 047  | 2020年12月17日 | 2021年冬号   | 佐々木彩夏      | ささき あやか                 | ももいろクローバーZのメンバー                                  |
| 048  | 2021年3月17日  | 2018年春号   | 佐々木彩夏      | ささき あやか                 | ももいろクローバーZのメンバー                                  |
| 048  | 2021年3月17日  | 2018年春号   | 齊藤なぎさ      | さいとう なぎさ               | =LOVEの元メンバー                                              |
| 049  | 2021年6月17日  | 2021年夏号   | 景井ひな        | かげい ひな                   |                                                                |
| 049  | 2021年6月17日  | 2021年夏号   | 佐藤ノア        | さとう のあ                   |                                                                |
| 049  | 2021年6月17日  | 2021年夏号   | なえなの        | なえなの                      |                                                                |
| 050  | 2021年9月16日  | 2021年秋号   | 矢吹奈子        | やぶき なこ                   | HKT48の元メンバー（3期生）、IZ*ONEの元メンバー                 |
| 051  | 2021年12月17日 | 2022年冬号   | 鶴嶋乃愛        | つるしま のあ                 |                                                                |
| 052  | 2022年3月30日  | 2022年春号   | 戦慄かなの      | せんりつ かなの               | femme fataleのメンバー、悪魔のキッスのメンバー、ZOCXのメンバー |
| 052  | 2022年3月30日  | 2022年春号   | 頓知気さきな    | とんちき さきな               | femme fataleのメンバー、清竜人25のメンバー                     |
| 053  | 2022年6月17日  | 2022年夏号   | 齋藤なぎさ      | さいとう なぎさ               | =LOVEの元メンバー                                              |
| 054  | 2022年9月16日  | 2022年秋号   | 佐々木彩夏      | ささき あやか                 | ももいろクローバーZのメンバー                                  |
| 055  | 2022年12月16日 | 2023年冬号   | なえなの        | なえなの                      |                                                                |
| 056  | 2023年3月17日  | 2023年春号   | 齋藤なぎさ      | さいとう なぎさ               | =LOVEの元メンバー                                              |
| 057  | 2023年6月16日  | 2023年夏号   | かす            | かす                          |                                                                |
| 058  | 2023年9月15日  | 2023年秋号   | 佐々木彩夏      | ささき あやか                 | ももいろクローバーZのメンバー                                  |
| 059  | 2023年12月15日 | 2023年冬号   | 戦慄かなの      | せんりつ かなの               | femme fataleのメンバー、悪魔のキッスのメンバー、ZOCXのメンバー |
| 060  | 2024年3月18日  | 2024年春号   | FRUITS ZIPPER   | フルーツジッパー              |                                                                |
| 061  | 2024年6月17日  | 2024年夏号   | 桜庭遥花        | さくらば はるか               | CUTIE STREETのメンバー                                         |
| 062  | 2024年9月17日  | 2024年秋号   | 松本かれん      | まつもと かれん               | FRUIT ZIPPERのメンバー                                         |
| 062  | 2024年9月17日  | 2024年秋号   | 桜庭遥花        | さくらば はるか               | CUTIE STREETのメンバー                                         |
| 063  | 2024年12月17日 | 2024年冬号   | ME:I            | ミーアイ                      |                                                                |
| 064  | 2025年3月17日  | 2025年春号   | FRUITS ZIPPER   | フルーツジッパー              |                                                                |

## レギュラーモデルオーディション

### 2020年
- グランプリ：天音みほ[22]
- 2位：石田萌依
- 3位：込山榛香

### 2021年
2021年7月6日から開催。
- グランプリ：中井風花[24]
- 2位：高井千帆
- 3位：水姫陽
- モデルプレス賞：松島かのん
- LINELIVE賞：飯島未賀

### 2023年
2023年5月30日からミクチャにて開催。
- 1位：陽向舞[26]
- 2位：みゆ
- 3位：かすみん（おこさまぷれ～と。）
- ミクチャ賞：りり

### 2024年
- 1位：mamina
- 2位：えり
- 3位：彩沢朋花

## LARME fes

### LARME fes vol.1
- 開催日：2024年10月5日、6日
- 会場：豊洲PIT
- 出演モデル
  - 桜庭遥花
  - 松本かれん
  - なえなの
  - 戦慄かなの
  - 古園井寧々
  - 菅田愛貴
  - 辻野かなみ
  - みとゆな
  - 実熊瑠琉
  - 吉井美優
  - 野咲美優
  - 反田葉月
  - かす
  - ろこまこあこ
  - Ririka
  - 久保姫菜乃
  - 新塘真理
  - 中川心
- 出演アーティスト
  - FRUITS ZIPPER
  - CUTIE STREET
  - iLiFE!
  - きゅるりんってしてみて
  - 高嶺のなでしこ
  - CANDY TUNE
  - SWEET STEADY
  - Onephony
  - ラフ×ラフ
  - ＃Mooove!
  - AVAM
  - Peel the Apple
  - 江籠裕奈
  - 佐藤ノア
  - JamsCollection
  - RIRYDAY
  - ファントムシータ
  - アイオケ
  - Baby Inspire

## 影響・評価
『LARME』が創刊された2012年はギャル系や赤文字系の雑誌が多く、その中間にあたる雑誌がなかったという。中郡は2013年のインタビューで、「こういった世界観に特化した雑誌がなかったこともあり、たくさんの方に支持していただけたのかなと思います」と分析している。
『LARME』から生まれた、あるいは拡散された流行も少なくはなく、その例として目の下を赤くした「うさぎメイク」や「ゆめかわいい」のイメージなどがあげられる。004号でイギリス映画『ロリータ』（1962年）をイメージとした特集を組んだ際には、撮影当時には入手しづらかったギンガムチェック柄の服やハート型のサングラスが掲載後にブームとなり、多くのアパレルショップに並ぶこととなった。
2020年9月に復刊号である046号が発売されると、インフルエンサーのなえなのを起用した表紙や、歌舞伎町をロケ地とした量産型・地雷系ファッションの特集が話題となり、賛否の声が上がった。藤谷千明は、親しみやすさを持つインフルエンサーや、ネット発のファッションである量産型・地雷系は生々しさがあり、従来のガーリーで幻想的な世界観を求めていた読者はショックを受けたのではないか、と分析する。また、LINE LIVEを舞台に開催された課金制のレギュラーモデルオーディションにおいて、オーディションを勝ち抜き撮影に参加したものの、雑誌に掲載されていないというアイドルのツイートが拡散され、一部のファンが不信感を持ったことについても指摘した。

### 研究
南里敬三は2020年の論文において、LARMEはメイクとコーデでモデルの固有性を消していると分析し、「彼女らは一人一人固有のモデルであるというより、女の子の”絵本”、或いは、”おとぎの国”の均質的住人と言うべきだろう」と述べている。2022年の論文では、人生における苦悩の吐露はLARMEの基本路線であり、LARMEは復刊後その基本路線に立ち返ったと言える、と述べている。